# Bonrepaus d'Aussonèra
Bonrepaus d'Aussonèra (francès Bonrepos-sur-Aussonnelle) és un municipi occità del Savès, a Gascunya, situat en el departament de l'Alta Garona, a la regió Occitània.